# Leptophaula femoralis
Leptophaula femoralis är en skalbaggsart som beskrevs av Stefan von Breuning 1940. Leptophaula femoralis ingår i släktet Leptophaula och familjen långhorningar.
Artens utbredningsområde är Venezuela. Inga underarter finns listade i Catalogue of Life.